# Orano Niger
Orano Niger, ou Orano Mining Niger, est la division nigérienne de la multinationale française Orano (ex-Areva) qui opère dans le domaine de l'industrie minière (uranium). 
Elle regroupe les filiales et co-entreprises d'Orano Mining et d'Orano Démantèlement au Niger.

## Historique

### 1976: création de la Compagnie générale des mines en Afrique francophone
En 1976, est créée la Compagnie générale des mines, avec un capital de 4,7 milliards de francs. Elle succède à la « direction de la production » du CEA (la « DP »). Elle englobe toutes les activités de production d'uranium du Commissariat à l'Énergie atomique, à savoir l'exploitation de l'uranium en France et en Afrique francophone (Niger, Madagascar, Mali, Sénégal et Gabon).

### 2006: Areva NC Niger succède à COGEMA Niger
En 2006, la société Areva NC Niger est créée, succédant à « COGEMA Niger ». La COGEMA était implantée au Niger depuis 1958.
En 2007, Areva est accusé par le gouvernement nigérien de connivence avec la nouvelle rébellion Touareg du Mouvement des Nigériens pour la justice (MNJ) qui opère dans les régions septentrionales du Niger. Le Niger et Areva avaient toutefois renouvelé jusqu'à fin 2007 les accords qui les lient. Le prix de l'uranium va augmenter et le Niger va pouvoir vendre directement pour son propre compte 300 tonnes sur le marché.
Le 16 septembre 2010, cinq collaborateurs de Satom, filiale de Vinci, et un collaborateur d’Areva ainsi que son épouse sont enlevés à Arlit, dans le nord du Niger. À la suite de cet enlèvement, les deux entreprises décident d'évacuer tous leurs expatriés du nord du Niger. Des mesures de sécurité complémentaires sont alors définies avec les autorités nigériennes et françaises pour renforcer la protection des salariés des mines d’uranium au Niger. Les otages sont tous libérés en octobre 2013, soit plus de trois ans après leur enlèvement.

### 2008: investissements sur la mine d'Imouraren
Areva annonce à la mi-janvier 2008 des investissements majeurs (plus d'un milliard d'euros) sur la mine à ciel ouvert d'Imouraren, et la conclusion d'un accord avec les autorités nigériennes. Il est ainsi prévu de créer des emplois directs sur ce site qui devrait devenir la plus grande mine d'uranium d'Afrique de l'Ouest.
En janvier 2009, Areva obtient le permis d’exploitation de la mine à ciel ouvert d’Imouraren au Niger  et signe la convention minière avec l’État du Niger. En mars 2009, le groupe créé la société Imouraren SA en vue de l’exploitation du gisement. Imouraren SA est détenue à 57,66 % par Areva, 33,35 % par l’État du Niger, et 8,99 % par le coréen Kepco (décembre 2009). En contrepartie, l’électricien coréen pourra utiliser 8,99 % de la production annuelle de la mine pour alimenter ses réacteurs en Corée du Sud. Le site minier d’Imouraren, assurera une production de 5 000 tonnes d’uranium par an en moyenne, pendant 35 ans. Son exploitation hisserait le Niger parmi les principaux producteurs mondiaux d’uranium, en doublant sa capacité annuelle de production.
En novembre 2013 – alors que le contrat d'exploitation de l'uranium nigérien liant Areva au Niger arrive à terme en fin d’année et doit être renégocié – l’ONG Oxfam dénonce un partenariat jusque-là déséquilibré, défavorable au pays africain. Areva de son côté affirme que depuis la création des sociétés minière, 80 % des revenus directs des mines sont revenus à l’État du Niger (soit près 871 millions d’euros) et 20 % à Areva et aux autres partenaires (soit près de 153 millions d’euros).
En droit international, Areva souligne que la demande de l’État du Niger d'appliquer la loi minière de 2006, qui alourdirait sa charge fiscale, ne respecte pas l'article 17 du code minier communautaire de l’Union monétaire ouest-africaine (UMOA) qui garantit la stabilité du régime fiscal pour toute la durée de son titre minier, lequel document a été signé en 1968 pour une période de 75 ans. Pour Mohamed Bazoum, ministre nigérien des affaires étrangères, « Nous n’avons pas demandé la lune à Areva mais les arguments du groupe français ne sont pas dénués de fondement » L'accord sur le prix de l'uranium et les conditions fiscales est finalement signé en mai 2014 et publié en juin 2014. Cependant, le blocage persiste en septembre 2014 car l'accord signé en mai 2014 ne prend pas en compte les dispositions légales de la loi minière de 2006.

### 2023: L'exploitation d'Imouraren encore repoussée mais un nouvel accord conclu
En mars 2023, Orano Niger fait savoir que des essais vont être effectués pour tenter d'exploiter le gisement d'uranium d'Imouraren, situé au nord du Niger. Les essais doivent démarrer en 2024 et durer jusqu'en 2028, date à laquelle Orano fera savoir si elle pourra exploiter ou non le gisement.
Seulement, l'accord est remis en cause quelques semaines plus tard en raison d'une autre priorité. En effet, le 4 mai 2023, Orano annonce prolonger jusqu'en 2040 sa présence sur le sol du Niger en vertu d'un accord signé avec le gouvernement afin de poursuivre l'exploitation de l’activité de la Somaïr, unique mine d’uranium du groupe encore en exploitation dans le nord du Niger.
La signature de ce nouvel accord marque la fin de celui de mars 2023 et le report des essais d'exploitation concernant Imouraren, comme le confirme Nicolas Maes, PDG d'Orano Mining : « l'accord signé a re-configuré le projet Imouraren afin de trouver un équilibre économique, tout en diminuant significativement son empreinte environnementale ».

### 2024
En juin 2024, Orano annonce le lancement des travaux préparatoires à l'exploitation du site d'Imouraren prévue en 2028. Le gouvernement du Niger retire le permis d'exploitation à Orano.
Toujours en juin 2024, Orano est contraint de céder une partie de ses stocks français afin de faire face aux grandes difficultés financières de sa filiale au Niger, Somaïr, dont les exportations sont à l'arrêt. En juillet 2024, la Somaïr est en quasi-cessation de paiements, faute de ventes d'uranium à l'export et faute d'accès au matériel permettant la poursuite des opérations. Orano annonce des provisions pour dépréciations sur l'intégralité de ses activités sur place : 69 millions d'euros liés à la valeur résiduelle du permis d'exploitation d'Imouraren et 105 millions d'euros liés aux activités de la société Somaïr.
En octobre 2024, Orano Niger annonce suspendre ses activités de production d'uranium car la junte militaire qui contrôle le pays souhaite revoir le système d'exploitation de ses ressources par les entreprises et investisseurs étrangers. En réaction, la junte annonce contester cette décision qu'elle estime unilatérale.
Le 4 décembre 2024, Orano annonce avoir « perdu le contrôle opérationnel » de sa filiale minière Somaïr au Niger. Les autorités nigériennes ont invité les sociétés russes à venir exploiter les ressources naturelles du pays, qui suscite aussi l'intérêt de la Chine et de l'Iran.

### 2025
Le 21 janvier 2025, Orano engage un deuxième arbitrage, auprès du Centre international pour le règlement des différends relatifs aux investissements (Cirdi), à l’encontre du gouvernement du Niger, après la perte de contrôle de sa filiale locale, la Société des mines de l'Aïr (Somaïr).
En juin 2025, l’État du Niger décide, lors d'un conseil des ministres. « de nationaliser la Société des mines de l'Aïr (Somaïr), filiale de Orano au Niger, d'après le gouvernement du Niger, les actions et le patrimoine de la Somaïr sont intégralement transférés en toute propriété à l’État du Niger ».

## Activités

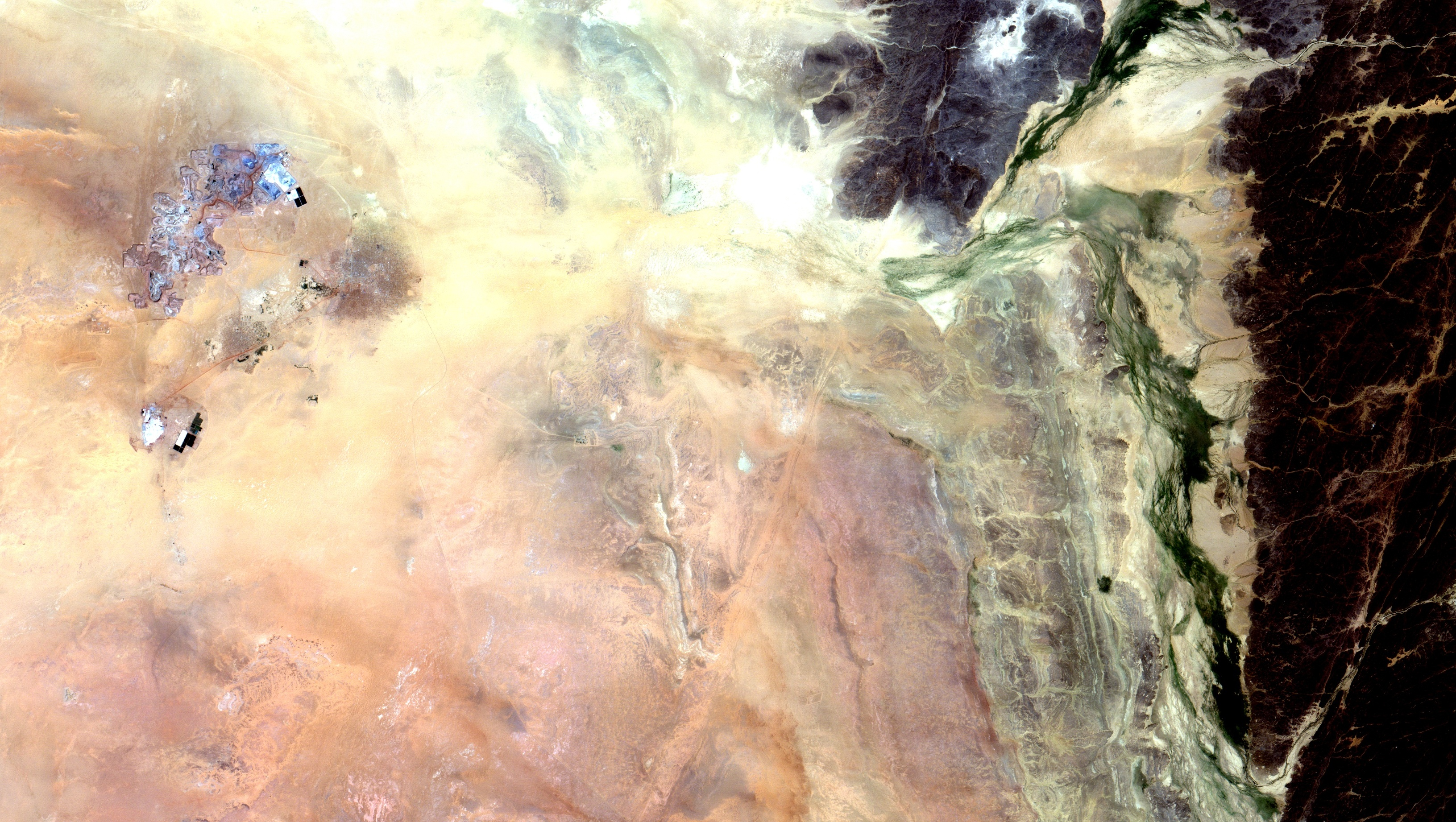
Les mines d'uranium d'Arlit en 2018, au Niger, en tons bleutés à gauche et à proximité du massif de l'Aïr à droite.

### Siège et missions d'Orano Niger
Le siège nigérien d'Orano est installé à Niamey, avec ceux des filiales du groupe : Société des mines de l’Aïr (Somaïr), Compagnie minière d’Akouta (Cominak) et Imouraren SA.
Le capital de ces filiales est partagé avec la Société du patrimoine des mines du Niger (SOPAMIN), qui représente les intérêts de l'état nigérien.
Les missions de la société sont :
- coordonner les campagnes d’exploration au Niger,
- piloter des nouveaux projets miniers,
- conduire la communication du groupe et les actions de solidarité en faveur des populations locales,
- gérer les relations du groupe avec les autorités nigériennes.

### Implantation des sites et exploitation
Au 16 août 2022, Orano est propriétaire de trois mines au Niger, dont une en cours de démantèlement et de réaménagement, et prévoit d'en exploiter une supplémentaire :
- la mine d'uranium d'Arlit, à ciel ouvert et en exploitation depuis 1971 par sa filiale Somaïr SA, détenue à 63,4 % par Orano ;
- les mines d'uranium d'Akouta, d’Akola et d’Afasto, souterraines et en exploitation de 1978 à 2021 par sa filiale Cominak SA, détenue à 59 % par Orano et dirigée par M'Sani Abdoulaye ;
- la mine d'uranium d'Imouraren, à ciel ouvert et située à 80 km au sud d’Arlit, et dont les travaux pour la mise en production sont suspendus dans l’attente de conditions de marché plus favorables. Imouraren SA, la société d’exploitation, est détenue à 66,65 % par Orano et à 33,35 % par Société du patrimoine des mines du Niger et l’État du Niger.

Avec ses deux mines et exploitation en 2020, Orano est le quatrième producteur mondial et le deuxième employeur du pays, après l'État. Le groupe emploie en effet près de 6 000 personnes, dont 98 % sont d'origine nigérienne.
Orano est présent dans le massif de l’Aïr, dans la région d’Agadez au nord du pays, via les sociétés nigériennes Somaïr, Cominak et Imouraren SA, dont l’entreprise est l’opérateur et l’actionnaire principal. Depuis le début de leur exploitation, les sociétés minières Somaïr et Cominak ont extrait plus de 120 000 tonnes d’uranium au Niger, dont 4 571 tonnes en 2012.

## Accusations de corruption au Niger et procès perdu
Le 11 décembre 2012, l'Observatoire du nucléaire accuse Areva de corruption
Le 19 décembre 2012, s'estimant diffamée, Areva a assigné en justice l'Observatoire du nucléaire. L'audience du 1er février 2013 au Tribunal de Grande Instance (TGI) de Paris a fixé au 20 décembre 2013 la tenue du procès. Le 7 février 2014, Tribunal correctionnel de Paris a condamné Stéphane Lhomme, président de l'Observatoire du nucléaire, pour diffamation et a ordonné le retrait des propos litigieux du site internet de l'Observatoire. Stéphane Lhomme fait appel de ce jugement et, le 21 janvier 2015, Areva est finalement déboutée par la Cour d'appel de Paris.

## Critiques
Pour son activité au Niger, Orano, anciennement Areva, s'est vu attribuer en 2008 le Public Eye Awards, prix négatif décerné par Public Eye, contre-manifestation critique du Forum économique mondial de Davos. La raison invoquée est que les mineurs et leurs familles ont été insuffisamment informés sur les risques réels liés à la radioactivité, les médecins de l'entreprise pratiquant « régulièrement de faux diagnostics »,,. Anne Lauvergeon, présidente du directoire d'Areva, a qualifié dans une lettre aux responsables de la Déclaration de Berne « d'allégations infondées » les accusations de l'ONG, annonçant en même temps la volonté de l'entreprise de « rétablir quelques vérités sur [sa] présence au Niger »,.